# Chrysosoma serratum
Chrysosoma serratum är en tvåvingeart som beskrevs av Yang och Saigusa 2001. Chrysosoma serratum ingår i släktet Chrysosoma och familjen styltflugor.
Artens utbredningsområde är Yunnan (Kina). Inga underarter finns listade i Catalogue of Life.